# 文京区立第六中学校
文京区立第六中学校（ぶんきょうくりつだいろくちゅうがっこう）は、東京都文京区向丘に位置する公立中学校。

## 概要
戦後の学制改革により1947年に文京区立誠之小学校構内にて開校。開校当初から学区外からの越境入学者が割合多い傾向にあり、誠之小→文京六中→小石川高校→東京大学がエリートラインとされることもあった。また、若林俊輔が在職していた1959年に英語科がパーマー賞を受賞している。その他にも、作曲家只野通泰が音楽科教諭として在職していたこともある。
都立高校の学区撤廃後は日比谷高校への進学者が増えており、2007年度と2009年度には都内トップの7名の合格者を出した。学校選択制導入後はさらに人気が高まっており、30以上の小学校から生徒が集まる。近隣の東京大学と提携した授業を実施しているほか、「六中応援塾」と呼ばれる現役大学生による学習のサポートなどが行われている。最寄駅は東大前駅（南北線）。

## 著名な出身者
- 小沢一郎 - 政治家（水沢市立常磐中学校から転校）
- 西川太一郎 - 政治家
- 上田令子 - 政治家
- 秋野太作 - 俳優
- 御厨貴 - 政治学者
- りりィ - 歌手
- 中川勝彦 - 歌手・俳優（タレント中川翔子の実父）
- 渡辺英樹 - 歌手・ベーシスト（C-C-B）
- 高部知子 - 女優（堀越学園中等部に転校）
- 石黒泰子 - 格闘家